# René Pons
Pour les articles homonymes, voir Pons.
René Pons, né le 21 juin 1932 à Castelnau-le-Lez, est un écrivain, romancier, traducteur et poète français.

## Biographie
René Pons a écrit plus d’une trentaine d’ouvrages et a participé à de nombreux livres d'artistes. Peu connu du grand public, il vit actuellement à Nîmes, dans le Gard, où il a enseigné à l'école des beaux-arts.

## Œuvres
- 1962 : L'Après-midi, Gallimard
- 1964 : Couleur de cendre, Gallimard (prix du roman populiste)
- 1965 : Une journée pleine, Gallimard
- 1966 : Le Feu central, Gallimard
- 1970 : Pierre d'ombre, Fata Morgana
- 1972 : La Baleine blanche, Gallimard
- 1983 : Au jardin des délices, Actes Sud
- 1984 : Et peut-être suffit-il de, Actes Sud
- 1985 : Le Chevalier immobile, Actes Sud
- 1987 : Le Roi des chiens, Le Castor astral
- 1988 : Kurna, photos Jean-Philippe Reverdot, Marval
- 1989 : Quelques réflexions sur Paris, photos Denise Colomb, Marval
- 1990 : 
  - Territoires supposés, photos Jean-Philippe Reverdot, Marval
  - La Mort de Woyzeck, Cadex Éditions
- 1991 : Carnets du vide, éditions Jacques Brémond
- 1992 : Lônes, photos Jacqueline Salmon, Marval
- 1994 : Fragments d'un désastre, Cadex Éditions
- 1995 : L'Homme séparé, Actes Sud
- 1996 : 
  - Carnets du souterrain, Paroles d'Aube
  - Seigneur, délivrez-nous du Pape, éditions Encre et lumière
- 1997 : 
  - Cheminement vers le rien, Cadex Éditions
  - Fin des terres, éditions Jacques Brémond
- 1999 : Lettres à des morts plus vivants que les vivants, Paroles d’Aube
- 2000 : 
  - Carnets du graphomane, Cadex Éditions
  - Petit Dictionnaire subjectif, Le bruit des autres
- 2001 : Janus, Le bruit des autres
- 2002 : 
  - La Véritable Mort de Don Juan, Le bruit des autres
  - Entours, L'art et maintenant
  - Le Bruissement des mots, Cadex Éditions
- 2003 : Abécédaire jardinier, éditions Alain Benoit
- 2004 : 
  - Montpellier atlantide, Éditions du Laquet
  - La Ville, Éditions de L’Amourier
  - Carnets des solitudes, Cadex Éditions & Le bruit des autres
- 2006 : 
  - Un enfer bien calculé, Encre et lumière
  - Histoire de Marek, Le bruit des autres
- 2007 : 
  - Connivences secrètes, éditions Tipaza
  - La Maison d'argile, Le bruit des autres
- 2008 : Une forêt de signes, Le bruit des autres
- 2009 : 
  - Une Cythère infinie, Méridianes
  - Carnet des poussières, L'Amourier
- 2010 : Paysages inexistants, éditions Rhubarbe
- 2012 :
  - La Montagne, éditions Rhubarbe
  - L'Exilé, Le bruit des autres
  - Une question noire, éditions Atelier Baie
- 2013 :
  - Nocturnal, Rhubarbe
- 2015 :
  - Personne, L'Amourier
  - Non retour, éditions Alain Benoit
- 2017 :
  - Carnet du désert, Rhubarbe
- 2018 :
  - Gravats, Le Réalgar
- 2019 :
  - Lettre ouverte au poète Han shan qui vivait au VIe ou VIIe siècle de notre ère, Le Réalgar
- 2020 :
  - Dédale, Le Réalgar

- 2021 :
  - Lettres sur les mots, Rhubarbe
- 2022 :
  - Moments, Le Réalgar
- 2024 :
  - Journal retrouvé, La Voix Domitienne